# William Arthur Parks
William Arthur Parks (11 de desembre del 1868 - 3 d'octubre del 1936) fou un geòleg i paleontòleg canadenc que va seguir la tradició de Lawrence Lambe.
Parks va néixer a Hamilton, Ontario. Després de graduar-se com a batxiller en arts l'any 1892, Parks es va unir a la plantilla de la Universitat de Toronto, on va aprendre geologia, paleontologia i mineralogia. Va obtenir el PhD l'any 1900. Va morir a Toronto, Ontario, l'any 1935.

## Tàxons anomenats
- 1923 Lambeosaurus
- 1923 Parasaurolophus
- 1924 Dyoplosaurus
- 1925 Arrhinoceratops

## Honors
Parksosaurus fou anomenat en honor seu.